# Dornier Wal
Dornier Do J, kallad Dornier Wal, var en flygbåt tillverkad av tyska Dornier-Werke, med premiärflygning 1922 och brukad av bland andra Deutscher Aero Lloyd under 1920-talet mellan Tyskland och Stockholm/Lindarängen.